# 니시다 기타로
니시다 기타로(西田幾多郎, 1870년 5월 19일 – 1945년 6월 7일)는 일본의 윤리 철학자, 수학 및 과학 철학자, 종교 학자였다. 교토 학파 철학의 창시자이다. 메이지 유신 시대인 1894년에 도쿄 대학에서 철학 학위를 받고 졸업했다. 1899년 이시카와현의 제4고등학교 교수로 임명되었고, 이후 교토 대학의 철학 교수가 되었다. 니시다는 1927년에 은퇴했다. 1940년에는 문화훈장을 수상했다. 1940년부터 지바 공업대학 (千葉工業大学) 설립에 참여했다.
니시다 기타로는 75세에 신장 감염으로 사망했다. 그의 화장된 유해는 세 부분으로 나뉘어 다른 장소에 묻혔다. 그의 유해 일부는 그의 고향인 우노케에 있는 니시다 가문의 묘지에 묻혔다. 두 번째 묘지는 가마쿠라의 도케이-지 사원에 있으며, 그곳에서 그의 친구인 D. T. 스즈키가 니시다의 장례식을 주관했고 나중에 인접한 묘지에 함께 묻혔다. 니시다의 세 번째 묘지는 교토의 묘신-지 경내에 있는 사찰인 레이운인(霊雲院, Reiun'in)에 있다.

## 철학
메이지 유신 3년에 태어난 니시다는 서양 철학이 동양 철학적 문제에 비춘 새로운 빛 속에서 동양 철학적 문제를 사색할 독특한 기회를 얻었다. 선과 서양 철학의 개념을 통합한 니시다의 독창적이고 창의적인 철학은 동서양을 더 가깝게 만들고자 했다. 니시다는 평생 동안 선의 연구와 무의 장소와 종교적 세계관의 논리를 포함한 여러 권의 책과 에세이를 출판했다. 전반적으로 니시다의 평생 작업은 교토 학파 철학의 기초이자 그의 제자들의 독창적인 사고에 영감을 주었다.
니시다 철학에서 가장 유명한 개념 중 하나는 [[바쇼의 논리|바쇼(場所; 보통 "장소" 또는 "토포스"로 번역됨)의 논리]]인데, 이는 비이원론적 구체적 논리로, 아리스토텔레스의 주체 논리와 이마누엘 칸트의 서술 논리에 필수적인 주체-객체 구분의 불충분성을 극복하기 위한 것이다. "절대 모순적 자기동일성"이라고 부르는 것을 통해 이를 긍정하는데, 이는 G.W.F. 헤겔의 변증법적 논리와 달리 종합으로 해결되지 않는 역동적인 대립의 긴장이다. 오히려 이는 긍정과 부정 사이의 긴장을 반대 극 또는 관점으로 유지함으로써 그 고유한 주체를 정의한다.
데이비드 A. 딜워스의 니시다 작품 개요에는 데뷔작인 선의 연구가 언급되지 않았다. 그 책에서 니시다는 경험, 현실, 선, 종교에 대해 썼다. 경험의 가장 심오한 형태가 순수 경험이라고 주장한다. 니시다는 그들 중 사유, 의지, 지적 직관, 순수 경험을 분석한다. 니시다의 비전과 아시아 지혜의 본질에 따르면, 인간은 경험 속에서 조화, 즉 통일을 갈망한다.

## 유산

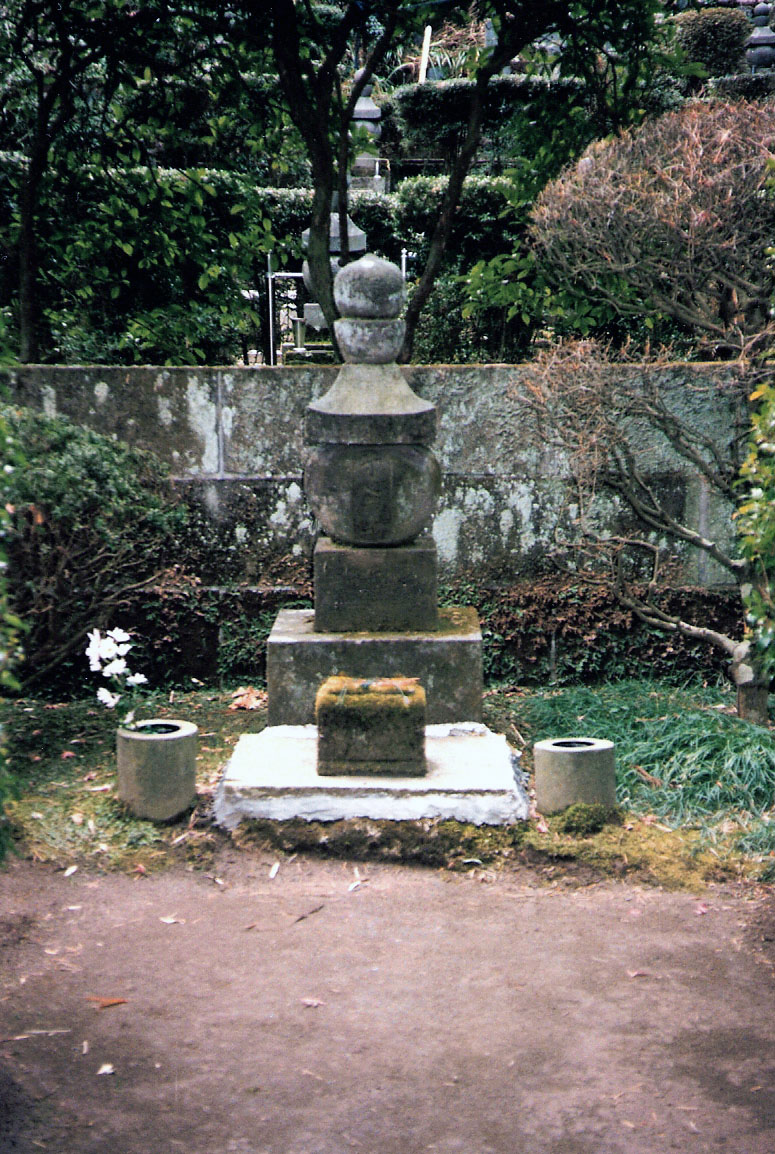
가마쿠라에 있는 니시다 기타로의 묘

아베 마사오에 따르면, "제2차 세계 대전 동안 우익 사상가들은 그의 서양 철학과 논리에 대한 감상 때문에 그를 반민족주의자로 공격했다. 그러나 전쟁 후 좌익 사상가들은 그의 철학을 공의 전통적 개념을 강조했기 때문에 민족주의적이라고 비판했다. 서양 철학과 논리에서 일종의 보편성을 인정했지만 그것이 유일한 보편성이라고는 받아들이지 않았다."
니시다는 신을 "불가결하고 결정적인 존재"로 여겼다.

## 저작 목록
전집 [西田幾多郎全集], 2판. (이와나미 서점 [岩波書店], 2003-20), 25권. [이하 NKZ]
선집 철학 에세이 [西田幾多郎哲学論集], (이와나미 서점 [岩波書店], 1987-89), 3권. [이하 SPE]
- 선의 연구 [善の研究] (고도칸 [弘道館], 1911년 1월), NKZ1에 재수록.
- 사색과 체험, Vol. 1 [思索と体験] (센쇼칸 [千章館], 1915년 3월), NKZ1에 재수록.

- '인식론における 순수 논리파의 주장について' [認識論における純論理派の主張について] (예문 [芸文], Vol. 2, No. 8 및 No. 9, 1911년 8월-9월).
- '법칙' [法則] (철학 잡지 [哲学雑誌], No. 300, 1912년 2월).
- '논리의 이해와 수리의 이해' [論理の理解と数理の理解] (예문 [芸文], Vol. 3, No. 9, 1912년 9월).
- '자연 과학과 역사학' [自然科学と歴史学] (철학 잡지 [哲学雑誌], No. 319, 1913년 9월).
- '다카하시 사토미의 나의 『선의 연구』 비판에 대한 답변' [高橋文学士の拙著『善の研究』に対する批評に答う] (철학 잡지 [哲学雑誌], No. 308, 1912년 9월).
- '베르그손의 철학적 방법론' [ベルグソンの哲学的方法論] (예문 [芸文], Vol. 1, No. 8, 1910년 8월).
- '베르그손의 순수 지속' [ベルグソンの純粋持続](교육학술회 [教育学術界], Vo. 24, No. 2, 1911년 11월).
- '현대의 철학' [現代の哲学] (철학 연구 [哲学研究], No. 1, 1916년 4월).

1922년 2판에 추가됨.
- '코헨의 순수 지식' [コーヘンの純粋意識] (예문 [芸文], Vol. 7, No. 8, 1916년 8월).

1922년 2판에 추가됨.
- '로체의 형이상학' [ロッツェの形而上学] (로체, 호분칸 [宝文館], 1917년 5월).

1922년 2판에 추가됨.
- '푸앵카레 인식론자로서의' [認識論者としてのアンリ・ポアンカレ] (예문 [芸文], Vol. 3, No. 10, 1912년 10월).

1922년 2판에서 삭제되었으나 1937년 3판에서 복원됨.
- '톨스토이について' [トルストイについて] (예문 [芸文], Vol. 2, No. 1, 1911년 1월).
- '구도쿠 신란' [愚禿親鸞] (슈소칸 [宗祖観], 1911년 4월).
- '다나베 류지, 고이즈미 야쿠모 서문' [『小泉八雲伝』の序] (와세다 대학 출판부 [早稲田大学出版部], 1914년 4월).
- '후지오카 사쿠타로, 일본 문학사 강의 서문' [『国文学史講話』の序] (가이세이칸 [開成館], 1908년 3월).
- '앙리 베르그손, 물질과 기억 서문' [『物質と記憶』の序文] (번역: 다카하시 사토미, 세이분칸 [星文館], 1914년 2월).

1922년 2판에서 삭제됨.
- 현대 이상주의 철학 [現代における理想主義の哲学] (고도칸 [弘道館], 1917년 5월), NKZ12에 재수록.

- '주관주의' [主観主義].
- '객관주의' [客観主義].
- '이상주의 철학의 사적 개관' [理想主義哲学の史的概観].
- '신 칸트 학파' [新カント学派].
- '브렌타노 학파' [ブレンタノ学派].
- '순수 경험의 철학' [純粋経験の哲学].

- 자각における 직관と 반성 [自覚における直観と反省] (이와나미 서점 [岩波書店], 1917년 10월), NKZ2에 재수록.

겐분 [芸文] (1913년 9월~1916년 3월)에 연재되었고, 이어서 철학 연구 [哲学研究] (1916년 10월~1917년 5월)에 연재됨.
- §§1-3 (예문 [芸文], Vol. 4, No. 9, 1913년 9월).
- §§4-6 (예문 [芸文], Vol. 4, No. 11, 1913년 11월).
- §§7-8 (예문 [芸文], Vol. 5, No. 3, 1914년 3월).
- §§9-10 (예문 [芸文], Vol. 5, No. 8, 1914년 8월).
- §§11-13 (예문 [芸文], Vol. 5, No. 11, 1914년 11월).
- §§14-15 (예문 [芸文], Vol. 6, No. 1, 1915년 1월).
- §§16-17 (예문 [芸文], Vol. 6, No. 3, 1915년 3월).
- §§18-20 (예문 [芸文], Vol. 6, No. 6, 1915년 6월).
- §§21-23 (예문 [芸文], Vol. 6, No. 12, 1915년 12월).
- §§24-26 (예문 [芸文], Vol. 7, No. 1, 1916년 1월).
- §§27-29 (예문 [芸文], Vol. 7, No. 3, 1916년 3월).
- §§30-32 (철학 연구 [哲学研究], No. 7, 1916년 10월).
- §§33-36 (철학 연구 [哲学研究], No. 8, 1916년 11월).
- §§37-38 (철학 연구 [哲学研究], No. 9, 1916년 12월).
- §39 (철학 연구 [哲学研究], No. 10, 1917년 1월).
- §§40-41 (철학 연구 [哲学研究], No. 11, 1917년 2월).
- §42 (철학 연구 [哲学研究], No. 13, 1917년 4월).
- §§43-44 (철학 연구 [哲学研究], No. 14, 1917년 5월).

- 의식의 문제 [意識の問題] (이와나미 서점 [岩波書店], 1920년 1월), NKZ2에 재수록.

- '의식이 무엇을 의미하는가' [意識とは何を意味するか] (철학 연구 [哲学研究], No. 22, 1918년 1월).
- '감각' [感覚] (철학 연구 [哲学研究], No. 27, 1918년 6월).
- '감정' [感情] (철학 연구 [哲学研究], No. 28, 1918년 7월).
- '상징의 참된 의미' [象徴の真意義] (사조 [思潮], 1918년 3월).
- '의지' [意志] (예문 [芸文], Vol. 9, No. 9, 1918년 9월).
- '경험 내용의 여러 연속성' [経験内容の種々なる連続] (철학 연구 [哲学研究], No. 35 및 No. 36, 1919년 2월-3월).
- '의지 실현의 장소' [意志実現の場所] (예문 [芸文], Vol. 10, No. 4, 1919년 4월).
- '의지의 내용' [意志の内容] (철학 연구 [哲学研究], No. 38 및 No. 39, 1919년 5월-6월).
- '관계について' [関係について] (예문 [芸文], Vol. 9, No. 6, 1919년 6월).
- '의식의 명암について' [意識の明暗について] (철학 연구 [哲学研究], No. 42, 1919년 9월).
- '개체 개념' [個体概念] (시린 [史林], Vol. 4, No. 1, 1919년 1월).
- '라이프니츠의 존재론적 증명' [ライプニッツの本体論的証明] (예문 [芸文], Vol. 9, No. 1, 1918년 1월).

- 예술과 도덕 [芸術と道徳] (이와나미 서점 [岩波書店], 1923년 7월), NKZ3에 재수록.

- '미의 본질' [美の本質] (철학 연구 [哲学研究], No. 48 및 No. 49, 1920년 3월-4월).
- '막스 클링거의 그림과 선화' [マックス・クリンゲルの『絵画と線画』の中から] (예문 [芸文], Vol. 11, No. 10, 1920년 10월).
- '감정의 내용과 의지의 내용' [感情の内容と意志の内容] (철학 연구 [哲学研究], No. 61, 1921년 4월).
- '반성적 판단의 대상 세계' [反省的判断の対象界] (예문 [芸文], Vol. 12, No. 11, 1921년 11월).
- '진선미의 합일점' [真善美の合一点] (철학 연구 [哲学研究], No. 66, 1921년 9월).
- '사회와 개인' [社会と個人] (철학 연구 [哲学研究], No. 73, 1922년 4월).
- '작용의 의식' [作用の意識] (예문 [芸文], Vol. 13, No. 9 및 No. 10, 1922년 9월-10월).
- '행위적 주관' [行為的主観] (철학 연구 [哲学研究], No. 78, 1923년 9월).
- '의지와 삼단논법' [意志と推論式] (사상 [思想], No. 12, 1922년 9월).
- '미와 선' [美と善] (철학 연구 [哲学研究], No. 78, 1922년 9월).
- '법과 도덕' [法と道徳] (철학 연구 [哲学研究], No. 83, 1923년 2월).
- '진과 미' [真と美] (카이조 [改造], 1923년 2월).
- '진과 선' [真と善] (사상 [思想], No. 18, 1923년 3월).

- 행위자에서 관찰자로 [働くものから見るものへ] (이와나미 서점 [岩波書店], 1927년 10월), NKZ3에 재수록.

- '직접적으로 주어지는 것' [直接に与えられるもの] (철학 연구 [哲学研究], No. 90, 1923년 9월), SPE1:37-66에 재수록.
- '직관과 의지' [直観と意志] (코자 [講座], 1923년 11월).
- '물리 현상 뒤에 있는 것' [物理現象の背後にあるもの] (사상 [思想], No. 27, 1924년 1월).
- '내부 지각에 대하여' [内部知覚について] (철학 연구 [哲学研究], No. 96, No. 102 및 No. 103, 1924년 3월-10월).
- '표현 작용' [表現作用] (사상 [思想], No. 41, 1925년 3월).
- '행위자' [働くもの] (철학 연구 [哲学研究], No. 115, 1925년 10월).
- '장소' [場所] (철학 연구 [哲学研究], No. 123, 1926년 6월), SPE1:67-151에 재수록.
- '소다 기이치로 박사에게 답함' [左右田博士に答う] (철학 연구 [哲学研究], No. 133, 1927년 4월), SPE1:153-187에 재수록.

소다의 '니시다 철학의 방법에 대하여: 니시다 교수에게 해명을 요청함' [西田哲学の方法について——西田博士の教を乞う] (철학 연구 [哲学研究], No. 127, 1926년 10월)에 대한 응답.
- '아는 자' [知るもの] (사상 [思想], No. 70 및 No. 71, 1927년 8월-9월).

- 자각적 체계에 따른 보편자의 체계 [一般者の自覚的体系] (이와나미 서점 [岩波書店], 1930년 1월), NKZ4에 재수록.

- '소위 인식 대상 세계의 논리적 구조' [いわゆる認識対象界の論理的構造] (철학 연구 [哲学研究], No. 145, 1928년 4월).

니시다는 "die Welt der Erkenntnisgegenstände"를 언급하고 있다.
- '서술적 논리주의' [述語的論理主義] (사상 [思想], No. 78, 1928년 4월).
- '자기 자신을 보는 것의 장소와 의식의 장소' [自己自身を見るもののおいてある場所と意識の場所] (철학 연구 [哲学研究], No. 148, 1928년 7월).
- '지성적 세계' [叡智的世界] (철학 연구 [哲学研究], No. 151, 1928년 10월), SPE1:189-253에 재수록.
- '직관적 지식' [直観的知識] (철학 연구 [哲学研究], No. 154, 1929년 1월).
- '자각적 보편자에서 존재와 그 뒤에 있는 것과의 관계' [自覚的一般者においてあるもの及びそれとその背後にあるものとの関係] (사상 [思想], No. 83, No. 84 및 No. 85, 1929년 4월-6월).
- '보편자의 자기 결정' [一般者の自己限定] (사상 [思想], No. 88 및 No. 89, 1929년 9월-10월).

- 무의 자각적 한정 [無の自覚的限定] (이와나미 서점 [岩波書店], 1932년 12월), NKZ5에 재수록.

- '표현적 자기의 자기 결정' [表現的自己の自己限定] (철학 연구 [哲学研究], No. 172 및 No. 173, 1930년 7월-8월).
- '장소의 자기 결정으로서의 의식 작용' [場所の自己限定としての意識作用] (사상 [思想], No. 100, 1930년 9월).
- '나의 절대무의 자각적 한정이라 부르는 것' [私の絶対無の自覚的限定というもの] (사상 [思想], No. 105 및 No. 106, 1931년 2월-3월).
- '영원한 현재의 자기 결정' [永遠の今の自己限定] (철학 연구 [哲学研究], No. 184, 1931년 7월).
- '시간적인 것과 비시간적인 것' [時間的なるもの及び非時間的なるもの] (사상 [思想], No. 112, 1931년 9월).
- '자기 사랑과 타인 사랑 및 변증법' [自愛と他愛及び弁証法] (철학 연구 [哲学研究], No. 191 및 No. 192, 1932년 2월-3월).
- '자유 의지' [自由意志] (사상 [思想], No. 120, 1932년 5월).
- '나와 너' [私と汝] (이와나미 고자: 철학 [岩波講座 哲学], 1932년 7월 및 1932년 9월), SPE1:265-355에 재수록.
- '생의 철학에 대하여' [生の哲学について] (리소 [理想], 1932년 10월).

- 철학의 근본 문제, Vol. 1: 행위의 세계 [哲学の根本問題——行為の世界] (이와나미 서점 [岩波書店], 1933년 12월), NKZ6에 재수록.

- '형이상학 서론' [形而上学序論] (이와나미 고자: 철학 [岩波講座 哲学], 1933년 2월).
- '나와 세계' [私と世界] (이전에 미출판, 1933년 4월 시작).

- 철학의 근본 문제, Vol. 2: 변증법적 세계 [哲学の根本問題 続編——弁証法的世界] (이와나미 서점 [岩波書店], 1934년 10월), NKZ6에 재수록.

- '현실 세계의 논리적 구조' [現実の世界の論理的構造] (사상 [思想], No. 140, No. 141 및 No. 142, 1934년 1월-3월).
- '변증법적 보편자로서의 세계' [弁証法的一般者としての世界] (철학 연구 [哲学研究], No. 219, No. 220 및 No. 221, 1935년 6월-8월), SPE2:37-172에 재수록.
- '형이상학적 관점에서 본 동서양 고대 문화 형태' [形而上学的立場から見た東西古代の文化形態] (이전에 미출판)

- 철학 논문집, Vol. 1: 철학 체계에 대한 기획 [哲学論文集 第1——哲学体系への企図] (이와나미 서점 [岩波書店], 1935년 11월), NKZ7에 재수록.

- '세계의 자기 동일성과 연속성' [世界の自己同一と連続] (사상 [思想], No. 152, No. 153 및 No. 154, 1935년 1월-3월).
- '행위적 직관의 입장' [行為的直観の立場] (사상 [思想], No. 158, No. 159 및 No. 160, 1935년 7월-9월).

- 사색과 체험, Vol. 2 [続 思索と体験] (이와나미 서점 [岩波書店], 1937년 5월), NKZ7에 재수록.

- '남은 의식의 문제' [取残されたる意識の問題] (도쿠노 분 박사 환갑 기념 철학 논문집 [得能博士還暦記念哲学論文集]에, 이와나미 서점 [岩波書店], 1926년 7월).
- '인간학' [人間学] (토모나가 산주로 박사 환갑 기념 철학 논문집 [朝永博士還暦記念哲学論文集]에, 이와나미 서점 [岩波書店], 1930년 8월).
- '역사' [歴史] (이와나미 고자: 철학 [岩波講座 哲学], 1931년 11월).
- '내 관점에서 본 헤겔의 변증법' [私の立場から見たヘーゲルの弁証法] (헤겔과 헤겔주의 [ヘーゲルとヘーゲル主義]에, 이와나미 서점 [岩波書店], 1931년 2월).
- '교육학에 대하여' [教育学について] (이전에 미출판, 1933년 2월 완료).
- '그리스 철학における 「있는 것」' [ギリシャ哲学においての「有るもの」] (이와나미 고자: 세계 사조 [岩波講座 世界思潮], Vol. 3, 1928년 4월).
- '아우구스티누스의 자각' [アウグスチヌスの自覚] (이와나미 고자: 세계 사조 [岩波講座 世界思潮], Vol. 7, 1928년 7월).
- '플라톤의 이데아의 본질' [プラトンのイデヤの本質] (그리스-라틴 고자 [ギリシャ・ラテン講座], 1931년 7월).
- '프랑스 철학에 대한 나의 생각' [フランス哲学についての感想] (사상 [思想], No. 176, 1937년 1월).
- '볼차노의 자서전' [ボルツァーノの自伝] (철학 연구 [哲学研究], No. 80, 1922년 11월).
- '수학자 아벨' [数学者アーベル] (아사히 신문, 1933년 9월).
- '괴테의 배경' [ゲーテの背景] (괴테 연감 [ゲーテ年鑑], Vol. 1, 1932년 5월).
- '글쓰기의 미' [書の美] (이전에 미출판, 1930년 5월 완료).
- '국어의 자재성' [国語の自在性] (국어 [国語], 1936년 1월).
- '지식의 객관성' [知識の客観性] (카이조 [改造], 1933년 2월).
- '시코 고등학교의 추억' [四高の思出] (시코 동창회보, 1927년 4월).
- '어떤 교수의 퇴직사' [ある教授の退職の辞] (사상 [思想], No. 83, 1929년 4월).
- '가마쿠라에 대한 시' [鎌倉雑詠] (사상 [思想], No. 84, 1929년 5월).
- '두 편의 번역시' [訳詩] (뮤즈, 1928년 8월 및 1929년 9월).

니시다가 번역한 시는 괴테의 '미뇽'과 브라우닝의 '바다에서 고향 생각'이다.
- '벽난로 옆에서 담소' [暖炉の側から] (뮤즈, 1931년 2월).
- '나의 송나라 얼야 사본' [書影宋本爾雅後] (이전에 미출판, 1933년 5월 완료).
- '노래와 시' [歌并詩] (이전에 미출판, 1920년에서 1935년 사이에 작곡됨).

- 철학 논문집, Vol. 2 [哲学論文集 第2] (이와나미 서점 [岩波書店], 1937년 11월), NKZ8에 재수록.

- '논리와 생명' [論理と生命] (사상 [思想], No. 170, No. 171 및 No. 172, 1936년 7월-9월), SPE2:173-300에 재수록.
- '프락시스와 대상 인식: 역사적 세계에서의 인식의 위치' [実践と対象認識——歴史的世界においての認識の立場] (철학 연구 [哲学研究], No. 252, No. 253 및 No. 254, 1937년 3월-5월).
- '종의 생성 발전 문제' [種の生成発展の問題] (사상 [思想], No. 182, 1937년 7월).
- '행위적 직관' [行為的直観] (사상 [思想], No. 183, 1937년 8월), SPE2:301-331에 재수록.

- 철학 논문집, Vol. 3 [哲学論文集 第3] (이와나미 서점 [岩波書店], 1939년 11월), NKZ8에 재수록.

- '인간 존재' [人間的存在] (사상 [思想], No. 190, 1938년 3월), SPE2:333-400에 재수록.
- '역사적 세계에서 개체의 입장' [歴史的世界においての個物の立場] (사상 [思想], No. 195 및 No. 196, 1938년 8월-9월).
- '절대 모순적 자기 동일성' [絶対矛盾的自己同一] (사상 [思想], No. 202, 1939년 3월), SPE3:7-84에 재수록.
- '경험 과학' [経験科学] (사상 [思想], No. 207 1939년 8월).

- 일본 문화의 문제 [日本文化の問題] (이와나미 서점 [岩波書店], 1940년 3월), NKZ9에 재수록.
- 철학 논문집, Vol. 4 [哲学論文集 第4] (이와나미 서점 [岩波書店], 1941년 11월), NKZ9에 재수록.

- '실천 철학 서론' [実践哲学序論] (이와나미 고자: 윤리학 [岩波講座 倫理学], Vol. 2, 1940년 8월).
- '포이에시스와 프락시스: 실천 철학 서론 보충설명' [ポイエシスとプラクシス——実践哲学序論補説] (사상 [思想], No. 223, 1940년 12월).
- '역사적 형성 작용으로서의 예술적 창조' [歴史的形成作用としての芸術的創作] (사상 [思想], No. 228 및 No. 229, 1941년 5월-6월), SPE3:85-176에 재수록.
- '국가 이성 문제' [国家理由の問題] (이와나미 고자: 윤리학 [岩波講座 倫理学], Vol. 8, 1941년 9월).

- 철학 논문집, Vol. 5 [哲学論文集 第5] (이와나미 서점 [岩波書店], 1944년 8월), NKZ9에 재수록.

- '지식의 객관성에 대하여: 새로운 인식론의 기반' [知識の客観性について——新たなる知識論の基盤] (사상 [思想], No. 248 및 No. 249, 1943년 1월-2월).
- '자각에 대하여: 이전 논문의 기초 다지기' [自覚について——前論文の基礎付け] (사상 [思想], No. 252 및 No. 253, 1943년 5월-6월), SPE3:177-267에 재수록.

- 철학 논문집, Vol. 6 [哲学論文集 第6] (이와나미 서점 [岩波書店], 1945년 12월), NKZ10에 재수록.

- '물리의 세계' [物理の世界] (사상 [思想], No. 260, 1944년 1월).
- '논리와 수리' [論理と数理] (사상 [思想], No. 262, 1944년 3월).
- '예정 조화를 지침으로 하는 종교 철학으로' [予定調和を手引きとして宗教哲学へ] (사상 [思想], No. 264, 1944년 5월/6월).
- '데카르트 철학에 대하여' [デカルト哲学について] (사상 [思想], No. 265, 1944년 7월), SPE3:269-298에 재수록.
- '전통' [伝統] (사상 [思想], No. 256, 1943년 9월).
- '공간' [空間] (이전에 미출판, 1944년 7월 완료).
- '수학의 철학적 기초 다지기' [数学の哲学的基礎付け] (이전에 미출판, 1944년 12월에서 1945년 1월 사이에 작성됨).

- 철학 논문집, Vol. 7 [哲学論文集 第7] (이와나미 서점 [岩波書店], 1946년 2월), NKZ10에 재수록.

- '생명' [生命] (사상 [思想], No. 267 및 No. 268, 1944년 10월-1945년 8월).
- '장소적 논리와 종교적 세계관' [場所的論理と宗教的世界観] (이전에 미출판, 1945년 2월에서 4월 사이에 작성됨), SPE3:299-397에 재수록.

- 사색과 체험, Vol. 3 [『続 思索と体験』以後] (이와나미 서점 [岩波書店], 1948년 3월), NKZ10에 재수록.

- 단편 저작, NKZ11에 재수록

- '그린의 윤리 철학 대의' [グリーン氏倫理哲学の大意] (교이쿠 지론, Nos. 362-4, 1895년 5월), NKZ11:3-22에 재수록.

니시다의 첫 출판작.
- '흄의 인과 법칙' [ヒュームの因果法].
- '선천적 지식의 유무를 논함' [先天智識の有無を論ず].
- '야마모토 야스노스케 군의 논문 「종교와 이성」을 읽고 소감을 밝히다' [山本安之助君の「宗教と理性」という論文を読みて所感を述ぶ].
- '미의 해명' [美の説明].
- '베네딕투스, 스피노자' [ベネヂクトス、スピノーザ].
- '윤리학における 칸트주의' [カント倫理学主義].
- '현금의 종교에 대하여' [現今の宗教について].
- '자각주의' [自覚主義].
- '『정수서목답문』에 대한 나의 기고' [『静修書目答問』への回答].
- '종교의 본질' [宗教の本質].
- '야코프, 뵈메' [ヤコッブ、ベーメ].
- '마음의 안과 밖' [心の中と外].
- '잡감' [雑感].
- '철학의 변명' [哲学のアポロジー].
- '독서' [読書].
- '소위 일본적이라는 것에 대하여' [日本的ということについて].
- '다나카 오도 군의 평론을 읽고' [田中王堂君の批評を読みて].
- '아우구스티누스의 삼위일체론' [アウグスチヌスの三位一体論].
- '예술의 대상 세계' [芸術の対象界].
- '현금의 이상주의에 대하여' [現今の理想主義について].
- '러셀 학자로서의' [学者としてのラッスル].
- '나의 주지의론의 의미' [私の主意主義の意味].
- '철학 용어 해설' [哲学用語解説].
- '대지진 후' [大震災の後に].

- 강의

- '현대 이상주의 철학' [現代における理想主義の哲学], NKZ12에 재수록.
- '피히테의 철학' [フイヒテの哲学], NKZ12에 재수록.
- '코헨의 철학' [コーヘンの哲学], NKZ12에 재수록.
- '플라톤의 철학' [プラトンの哲学], NKZ12에 재수록.
- '실재의 근저로서의 인격 개념' [実在の根柢としての人格概念], NKZ12에 재수록.
- '행위의 세계' [行為の世界], NKZ12에 재수록.
- '현실 세계의 논리적 구조' [現実の世界の論理的構造], NKZ12에 재수록.
- '역사적 신체' [歴史的身体], NKZ12에 재수록.
- '일본 문화의 문제' [日本文化の問題], NKZ13에 재수록.
- '순수 경험 상호의 관계 및 연락에 대하여' [純粋経験相互の関係および連絡について], NKZ13에 재수록.
- '반자연과학적 사상' [反自然科学的思想], NKZ13에 재수록.
- '현금의 유심론' [現今の唯心論], NKZ13에 재수록.
- '현대 철학における 과학적 진리의 개념' [現代哲学における科学的真理の概念], NKZ13에 재수록.
- '현금의 이상주의' [現今の理想主義], NKZ13에 재수록.
- 'Coincidentia oppositorum와 사랑' [Coincidentia oppositorumと愛], NKZ13에 재수록.
- '종교의 입장' [宗教の立場], NKZ13에 재수록.
- '에크하르트의 신비설과 잇토엔 생활' [エックハルトの神秘説と一燈園生活], NKZ13에 재수록.
- '나의 판단적 보편자라 부르는 것' [私の判断的一般者というもの], NKZ13에 재수록.
- '생과 실재와 논리' [生と実在と論理], NKZ13에 재수록.
- '시간과 인격에 대하여' [時と人格], NKZ13에 재수록.
- '인격에 대하여' [人格について], NKZ13에 재수록.
- '현실 세계의 논리적 구조' [現実の世界の論理的構造], NKZ13에 재수록.
- '나의 철학적 입장과 방법' [私の哲学の立場と方法], NKZ13에 재수록.
- '전통주의에 대하여' [伝統主義について], NKZ13에 재수록.

- 강의 노트

- '종교학' [宗教学] (1914-15), NKZ14에 재수록.

니시다의 이 강의 자료는 르보의 『종교의 심리학적 연구』(1912); 스타벅의 『종교의 심리학』(1899); 에드워드 스크리브너 에임스의 『종교적 경험의 심리학』(1910); 제임스의 『종교적 경험의 다양성』(1902); 틸레의 『종교학 개론』(1904); 헤르만 지베크의 『종교 철학 교과서』(1893); 그리고 회프딩의 『종교 철학』(1901)을 포함한다.
- '철학 개론' [哲学概論], NKZ14에 재수록.

니시다는 교토 제국대학에서 매년 이 입문 강의를 했다. 이 버전은 다이쇼 시대와 쇼와 시대의 노트를 바탕으로 한다.
- '아리스토텔레스의 형이상학' [アリストテレスの形而上学] (1924-25), NKZ14에 재수록.
- '플로티노스의 철학' [プロチノスの哲学] (1924-25), NKZ14에 재수록.
- '영국 윤리학사' [英国倫理学史] (약 1904), NKZ14에 재수록.

니시다는 이 역사를 네 시기로 나눈다: [1] 시작 (홉스); [2] 첫 단계 (커드워스, 컴벌랜드, 로크); [3] 두 번째 단계 (섀프츠베리, 허치슨, 버틀러, 흄, 스미스, 하틀리); 그리고 [4] 세 번째 단계 (직관 학파: 프라이스, 리드; 공리주의: 페일리, 벤담, 밀; 진화 윤리: 스펜서).
- '심리학 강의' [心理学講義] (1904-05), NKZ14에 재수록.

니시다의 이 강의 자료는 분트의 『심리학 개론』(1896); 지헨의 『정신생리학적 인식론』(1898); 그리고 퀼페의 『실험적 기초를 바탕으로 한 심리학 개론』(1893)을 포함한다.
- '윤리학 초안' [倫理学草案] (1904-05), NKZ14에 재수록.

니시다의 자료는 시즈윅의 『영국 독자를 위한 윤리학사 개요』(1886); 마티노의 『윤리 이론의 유형』(1885); 그리고 매킨토시의 『주로 17세기와 18세기 윤리 철학의 진보에 대한 논문』(1836)을 포함한다.
- '철학 개론' [哲学概論], NKZ15에 재수록.

이 버전은 메이지 시대 후기의 노트를 바탕으로 한 초기 입문 강의의 형태이다.
- 'Vorlesung 1926', NKZ15에 재수록.
- '윤리학 강의 노트' [倫理学講義ノート], NKZ25에 재수록.
- '종교학 강의 노트' [宗教学講義ノート], NKZ25에 재수록.

- 단편 및 노트, NKZ16에 재수록.

- 일기

- 1897년부터 1912년까지의 일기, NKZ17에 재수록.
- 1913년부터 1945년까지의 일기, NKZ18에 재수록.

- 서신

- 1887년부터 1920년까지의 편지, NKZ19에 재수록.
- 1921년부터 1930년까지의 편지, NKZ20에 재수록.
- 1931년부터 1936년까지의 편지, NKZ21에 재수록.
- 1937년부터 1941년까지의 편지, NKZ22에 재수록.
- 1942년부터 1945년까지의 편지, NKZ23에 재수록.

- 기타

- '실재에 대하여' [実在について] (철학 잡지 [哲学雑誌], No. 241, 1907년 3월), 『선의 연구』에 수정 재수록.
- '윤리학설' [倫理学説] (도아노 히카리 [東亜の光], Vol. 3, No. 3 및 No. 4, 1908년 3월-4월), 『선의 연구』에 수정 재수록.
- '순수 경험과 사유, 의지, 그리고 지적 직관' [純粋経験と思惟、意志、および知的直観] (철학 잡지 [哲学雑誌], No. 258, 1908년 8월), 『선의 연구』에 수정 재수록.
- '사회적 선의 계급' [社会的善の階級] (세이쿄 신포 [正教新報], No. 666, 1908년 9월).
- '순수 경험 상호의 관계 및 연락에 대하여' [純粋経験相互の関係および連絡について] (철학 잡지 [哲学雑誌], No. 276, 1910년 2월), 『선의 연구』에 수정 재수록.
- '보편자의 자기 결정과 자각' [一般者の自己限定と自覚] (철학 연구 [哲学研究], No. 163, 1929년 10월).
- '철학과 교육' [哲学と教育] (이와나미 고자: 교육 과학 [岩波講座 教育科学], Vol. 18, 1933년 3월).

### 번역된 저작

#### 영어
- An Inquiry into the Good, 번역 마사오 아베와 크리스토퍼 아비즈. 뉴 헤이븐: 예일 대학교 출판부, 1990.
- "An Explanation of Beauty," 번역 스티브 오딘. Monumenta Nipponica vol. 42 no. 2 (1987): 211–217.
- Intuition and Reflection in Self-Consciousness, 번역 발도 H. 비글리엘모, 다케우치 요시노리와 조셉 S. 올리어리. 올버니: 뉴욕 주립 대학교 출판부, 1987.
- Last Writings: Nothingness and the Religious Worldview, 번역 데이비드 딜워스. 호놀룰루: 하와이 대학교 출판부, 1993.
  - "Logic of the Place of Nothingness and the Religious Worldview"
  - "Concerning My Logic"
- Place and Dialectic: Two Essays by Nishida Kitaro, 번역 존 W. M. 크럼멜과 시게노리 나가토모. 옥스퍼드; 뉴욕: 옥스퍼드 대학교 출판부, 2012.
- Ontology of Production: Three Essays, 번역 윌리엄 헤이버. 더럼, 노스캐롤라이나: 듀크 대학교 출판부, 2012.
- The Unsolved Issue of Consciousness, 번역 존 W. M. 크럼멜, in Philosophy East and West 62, no 1 (2012): 44–59.

#### 프랑스어
- L’Éveil à soi, 번역 자신트 트랑블레. 파리: CNRS 에디션, 2003, 298 p.
- De ce qui agit à ce qui voit, 번역 자신트 트랑블레. 몬트리올: 몬트리올 대학교 출판부, 2015, 364 p.
- Autoéveil. Le Système des universels, 번역 자신트 트랑블레. 나고야: 치소쿠도 출판사, 2017.

## 같이 보기
- 메온톨로지
- 니시 신이치로
- 공
- 철학의 길
- 소쿠 히

## 추가 문헌

### 도서

#### 영어
- 카터, 로버트 E. The Nothingness beyond God: An Introduction to the Philosophy of Nishida Kitaro Paragon House, 1989. ISBN 1-55778-761-1)
- 크리스토퍼 아비즈. Imperial-Way Zen: Ishikawa Hakugen's Critique and Lingering Questions for Buddhist Ethics. University of Hawaii Press, 2009. ISBN 978-0-8248-3331-2
- 하이식, 제임스 W. Philosophers of Nothingness University of Hawaii Press, 2001. ISBN 0-8248-2481-4
- 마예다, 그레이엄. Japanese Philosophers on Society and Culture: Nishida Kitarō, Watsuji Tetsurō, and Kuki Shūzō. Lanham: Lexington Books, 2020. ISBN 978-1-4985-7208-8
- 니시타니 케이지. Nishida Kitaro University of California Press, 1991. ISBN 0-520-07364-9
- 워고, 로버트 J. J. The Logic Of Nothingness: A Study Of Nishida Kitaro. University of Hawaii Press, 2005. ISBN 0-8248-2969-7
- 유사 미치코. Zen & Philosophy: An Intellectual Biography of Nishida Kitaro. University of Hawaii Press, 2002. ISBN 0-8248-2459-8

#### 프랑스어
- 트랑블레 자신트, Nishida Kitarō. Le Jeu de l’individuel et de l’universel, 파리, CNRS 에디션, 2000, 334 p.
- 트랑블레 자신트, Introduction à la philosophie de Nishida, 파리, L’아르마탕, 2007, 141 p.
- 트랑블레 자신트, Auto-éveil et temporalité. Les Défis posés par la philosophie de Nishida, 파리, L’아르마탕, 2007, 229 p.
- 트랑블레 자신트, L’Être-soi et l’être-ensemble. L’Auto-éveil comme méthode philosophique chez Nishida, 파리, L’아르마탕, 2007, 194 p.
- 트랑블레 자신트, Je suis un lieu, 몬트리올, 몬트리올 대학교 출판부, 2016, 316 p.
- 트랑블레 자신트 (편집), Laval Théologique et Philosophique. Philosophie japonaise du XXe siècle, 64 (2008년 6월, no. 2) 233-573.
- 트랑블레 자신트 (편집), Philosophes japonais contemporains, 몬트리올, 몬트리올 대학교 출판부, 2010, 492 p.
- 트랑블레 자신트 (편집), Théologiques. Les philosophes de l’École de Kyōto et la théologie 12 (2012, no. 1-2) 3-383.
- 트랑블레 자신트 (편집), Milieux modernes et reflets japonais. Chemins philosophiques, 퀘벡, 라발 대학교 출판부, 2015, 286 p. (마리-엘렌 파리조와 함께).

### 기사
- 보츠-본슈타인, 토르스텐. "Nishida and Wittgenstein: from pure experience to Lebensform or new perspectives for a philosophy of intercultural communication," Asian Philosophy 13,1 (2003): 53–70.
- 보츠-본슈타인, 토르스텐. "The I and the Thou: A Dialogue between Nishida Kitarō and Mikhail Bakhtin,” Japan Review 16 (2004): 259–284.
- 하이식, 제임스 W. 및 라인 라우드, 편집. "Nishida’s Deodorized Basho and the Scent of Zeami’s Flower." Classical Japanese Philosophy (나고야: 난잔 종교문화 연구소, 2010): 247–73.
- 하이식, 제임스 W. “Nishida’s Medieval Bent,” Japanese Journal of Religious Studies 31/1 (2004): 55–72.
- _____. “Non-I and Thou: Nishida, Buber, and the Moral Consequences of Self-Actualization,” Philosophy *East and West 50: 2 (2000): 179–207.
- _____. “Philosophy as Spirituality: The Way of the Kyoto School,” Takeuchi Yoshinori et al., ed., Buddhist Spirituality. Volume 2: Later China, Korea, Japan, and the Modern World, (뉴욕: 크로스로드, 1999), 367–88.
- _____. “Nothing and Nowhere East and West: Nishida Kitarō and Hints of a Common Ground.” Angelaki 17/3 (2012): 17 –30. Angelaki 17/3 (2012): 17–30.
- 라프네인, 아담. “Nishida and Merleau-Ponty: Art, ‘Depth,’ and ‘Seeing without a Seer,’” European Journal of Japanese Philosophy 1 (2016): 47–74.
- 라우드, 라인. "'Place' and 'being-time': spatiotemporal concepts in the thought of Nishida Kitarō and Dōgen Kigen." Philosophy East and West, 54 No 1 (2004): 29-51.
- 리그스비, 커티스 A. "Nishida on God, Barth and Christianity," Asian Philosophy 19, no. 2 (2009): 119-157.